# Johannes Weertman
Johannes Weertman (*  11. Mai 1925 in Fairfield, Alabama; † 13. Oktober 2018) war ein US-amerikanischer Materialwissenschaftler und Geophysiker.

## Leben
Weertman studierte am Carnegie Institute of Technology mit dem Bachelor-Abschluss 1948 und der Promotion in Physik 1951. Als Post-Doktorand war er als Fulbright Fellow an der École normale supérieure in Paris. Danach war er ab 1952 am US Naval Research Laboratory und ab 1959 zunächst Associate Professor und dann Professor an der Northwestern University. 1963 wurde er dort Professor für Geophysik und ab 1968 Walter P. Murphy Professor für Materialwissenschaft.
Er war 1967 bis 1991 Berater des Los Alamos National Laboratory, 1964 Gastwissenschaftler am Caltech, 1960 bis 1975 Berater des US Army Cold Regions Research and Engineering Laboratory und er war Berater des Bain Laboratory der US Steel Corporation und des Oak Ridge National Laboratory. 1986 war er Gastwissenschaftler am Schweizer Reaktorforschungsinstitut und 1971/72 am Scott Polar Research Institute in Cambridge.
Er befasste sich mit Fließen bei Kristallen und Theorie der Dislokationen, Gletscherdynamik und anderen Problemen der Geophysik (zum Beispiel Ausbreitung von Dislokationen bei Erdbeben), Metallphysik, innerer Reibung, Ermüdungsbrüchen und Bruchmechanik. Als erster erkannte er, dass es in der Antarktis Gletscher gibt, die das Potential haben, instabil zu werden und rasch zu zerfallen; diesen Prozess kennt man heute unter dem Begriff Marine Ice Sheet Instability.
Er war Fellow der American Academy of Arts and Sciences (1997), der American Association for the Advancement of Science, der American Geophysical Union, der American Academy of Mechanics, der American Physical Society und der National Academy of Engineering. 1970/71 war er Guggenheim Fellow. 1962 erhielt er den Horton Award der American Geophysical Union, 1977 die Matthewson Gold Medal des American Institute of Mining, Metallurgy and Petroleum Engineering, 1983 den Seligman Crystal Award der International Glaciological Society und 1980 die Goldmedaille von Acta Metallurgica.
Weertman Island in Antarktis ist nach ihm benannt. Weertman war seit 1950 verheiratet mit Julia Randall Weertman (1926–2018, Professorin für Materialwissenschaft an der Northwestern University und Physikerin) und hat einen Sohn und eine Tochter.

## Schriften
- mit Julia R. Weertman: Elementary dislocation theory, Macmillan 1964, Oxford University Press 1993
- Dislocation based fracture mechanics, World Scientific 1996
- On the sliding of glaciers, Journal of Glaciology, Band 3, 1957, S. 33–38.